# 歧颖剪股颖
歧颖剪股颖（学名：Agrostis inaequiglumis var. nana）为禾本科剪股颖属下的一个变种。